# 라파스주 (엘살바도르)

라파스 주의 위치

라파스주(스페인어: La Paz)는 엘살바도르 남서부에 위치한 주로 주도는 사카테콜루카이며 면적은 1,224km2, 인구는 328,221명(2013년 기준)이다. 23개 지방 자치체를 관할한다.